# Kneria wittei
Kneria wittei är en fiskart som beskrevs av Poll, 1944. Kneria wittei ingår i släktet Kneria och familjen Kneriidae. IUCN kategoriserar arten globalt som livskraftig. Inga underarter finns listade i Catalogue of Life.